# Gedemælk
Gedemælk er mælk fra geder (Capra aegagrus hircus). Malkegeder blev domesticeret for omkring 10.000 år siden og har siden været en central del i husdyrbrug over store dele af verden. Geder producerede i 2008 2,2 % af verdens mælkeproduktion. Men det forventes at produktionen er endnu højere, eftersom der er stor hjemmeproduktion, særligt i udviklingslandene, som ikke er med i statistikken. Gedemælk drikkes frisk, men bliver primært benyttes til fremstilling af ost. Surmælksprodukter, is og smør bliver også produceret i mindre skala.

## Produktion
Produktionen varierer efter race, alder, føde og klima. Mælkegeder producerer fra 2,7 - 7,3 liter mælk pr dag. En ged kan producere fra 660-1800 liter mælk på 305 mælkedage (et år). Produktionen af gedemælk er på verdensplan fordoblet gennem de sidste 30 år, mens produktionen af komælk i samme periode er øget med 41 %.
Årlig mælkeproduktion på verdensbasis (i 1.000 tons) fra 1978 til 2008.

|          | 1978    | 2008    | Stigning |
| Gedemælk | 7 461   | 15 215  | 104 %    |
| Komælk   | 411 685 | 578 450 | 41 %     |
| Fåremælk | 6 540   | 9 129   | 40 %     |

## Mælkekvalitet
Gedemælk og komælk har forskellig sammensætning. Indholdet af fedt og tørstof er højere i gedemælk. Størrelsen, sammensætningen og funktionaliteten af kaseinen er forskellig. Kasein-micellerne er i gedemælk generelt mindre end i komælk.
Sammensætningen af gedeemælk i forhold til komælk i vægt %
|          | Tørstof | Fedt | Kasein | Kulhydrater | Aske |
| Gedemælk | 13,3    | 4,5  | 3,0    | 4,3         | 0,8  |
| Komælk   | 12,8    | 3,9  | 2,7    | 4,6         | 0,7  |